# William Friese-Greene
William Friese-Greene (Bristol, 7 de setembro de 1855 – Londres, 5 de maio de 1921) foi um fotógrafo e inventor inglês.

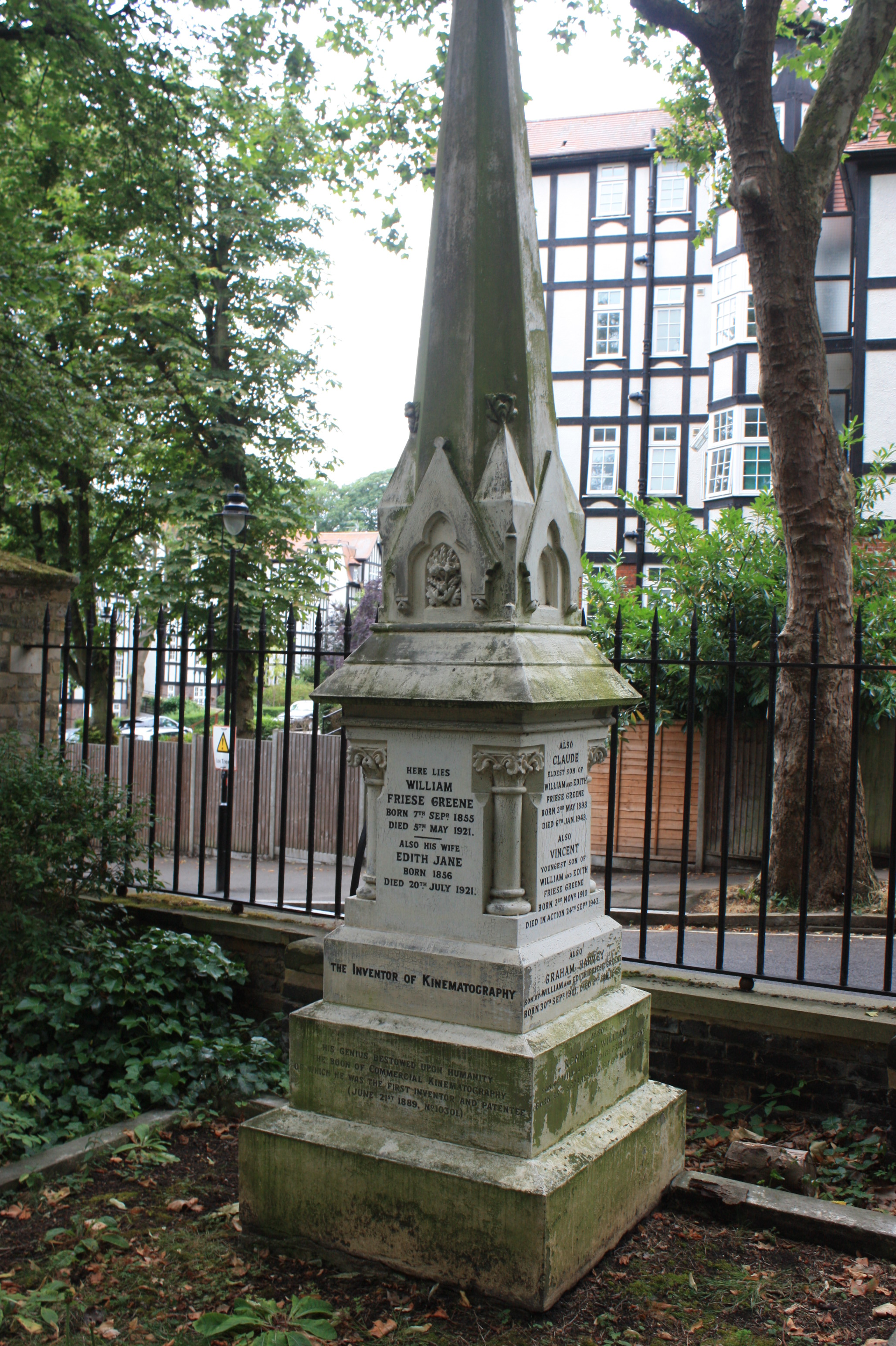
Sepultura de William Friese-Greene no Cemitério de Highgate